# Быково (Киров)
 Быково — деревня в Кировской области. Входит в состав муниципального образования «Город Киров»

## География
Расположена на расстоянии примерно 3 км по прямой на северо-запад от поселка Лянгасово.

## История
Известна с 1678 года как починок Выповский (братьев Балезиных) с 3 дворами, в 1764 44 жителя, в 1802 8 дворов. В 1873 году здесь  (деревня Выповская или Быково) дворов 9 и жителей 95, в 1905 21 и 143, в 1926 (Быково или Выповский) 27 и 164, в 1950 25 и 57, в 1989 уже не было учтено постоянных жителей. Настоящее название утвердилось с 1939 года. Административно подчиняется Октябрьскому району города Киров. Ныне имеет дачный характер.

## Население
Постоянное население составляло 2 человека (русские 100%) в 2002 году, 0 в 2010.